# Dean Flynn
Dean Flynn (New York, 21 marzo 1981) è un attore pornografico statunitense.

## Biografia
Nato e cresciuto a New York, dopo il diploma al college si prefigge di diventare un attore pornografico, per questo motivo, all'età di 25 anni, invia alcune sue fotografie alla Titan Media. La casa di produzione non si fa scappare l'opportunità ed inserisce Flynn tra le file dei propri modelli. Dopo il suo debutto firma un contratto in esclusiva con Titan Media, partecipando, negli anni, a numerose produzioni della società ed imponendosi nel settore hard come un prolifico ed aggressivo performer versatile.
Solo nel 2008 ottiene tre candidature ai GayVN Awards, tra cui miglior esordiente e miglior attore, e quattro ai Grabby Awards, tra cui miglior attore e miglior performer versatile. Per due anni consecutivi ottiene la candidatura come performer dell'anno ai GayVN Awards (2009 e 2010).

## Filmografia
- Gunnery Sgt. McCool (2006)
- Shacked Up (2007)
- Spy Quest 3 (2007)
- Command Post (2007)
- Fear (2007)
- Breakers (2007)
- Barnstorm (2007)
- Campus Pizza (2007)
- The Road to Redneck Hollow (2007)
- Double Standard (2008)
- Copperhead Canyon (2008)
- Warehouse (2008)
- Chainsaw (2008)
- Folsom Undercover (2008)
- Funhouse (2008)
- Overdrive (2008)
- Folsom Flesh (2009)
- Battle Creek Breakdown (2009)
- Eye Contact (2009)
- Bad Conduct (2009)
- Folsom Maneuvers (2009)
- Search and Rescue (2009)
- Distraction (2010)
- Toolbox (2010)
- Slick Dogs (2010)
- Dust Devils (2010)
- Hellions (2010)
- Search and Rescue (2010)
- Slick Dogs (2010)
- Daddy Meat (2011)
- Marco Blaze: Thick and Uncut (2011)
- Malpractice (2012)